# 失策

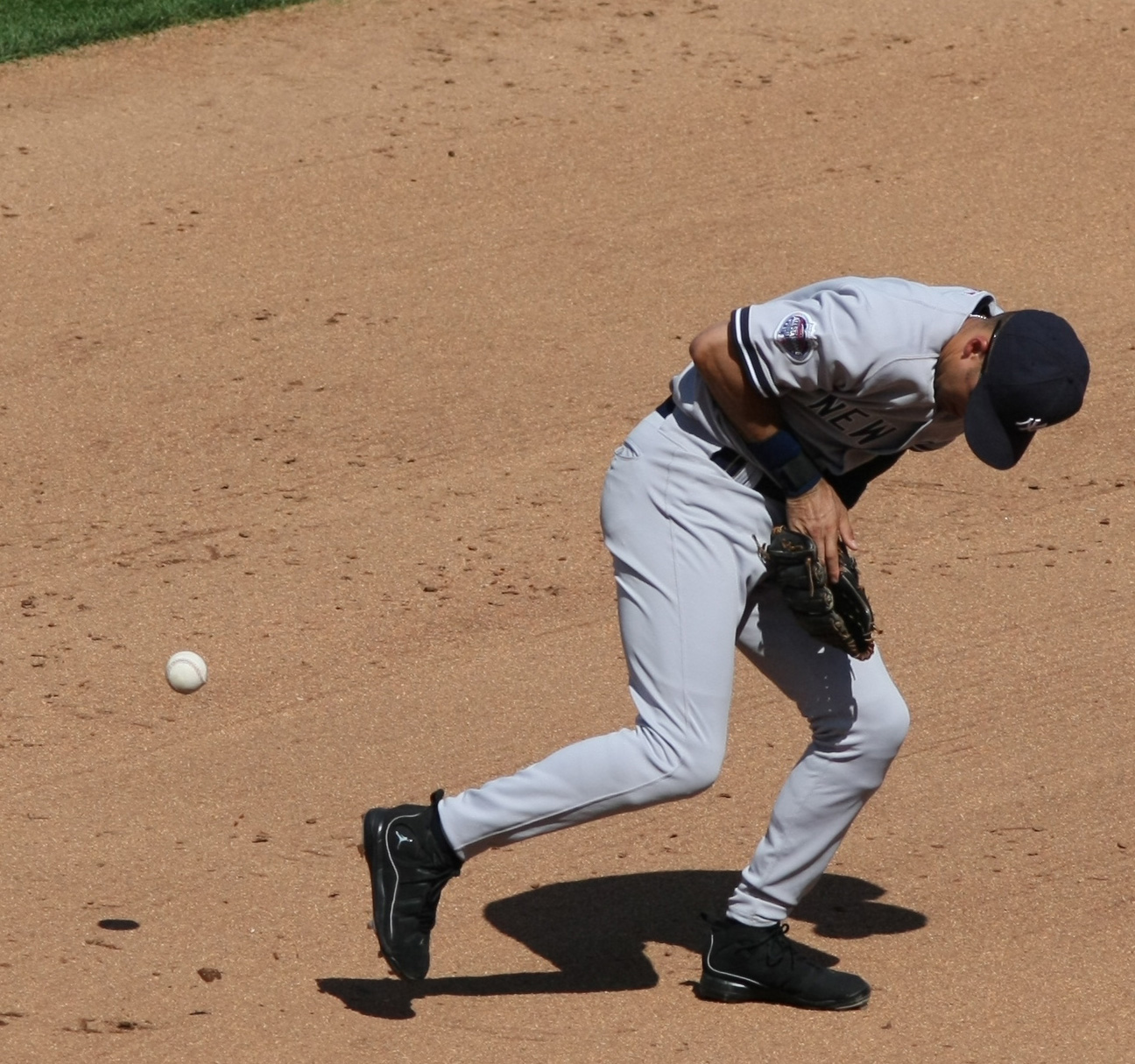
失策する遊撃手

失策（しっさく）とは、野球やクリケットなどにおいて守備を行っている野手・投手、捕手が、ミス（ミステイク、失敗）により、打者の打撃の時間を延ばす、アウトにするはずの打者・走者をアウトにできない、余分な進塁を許すこと、またその回数を示す記録をいう。エラーとも呼ぶ。暴投、捕逸、野手選択は失策に含まれない。
各々のプレイの結果が失策であるかどうかは、公式記録員の判断によるため、失策数の多寡のみを基準にして守備の巧さを測ることはできない。広い守備範囲を持ち、多くの打球に対して積極的に捕球を試みる選手はたとえ守備の技術に優れていたとしても失策が増える可能性がある一方、逆に守備の技術が劣っていても際どい打球を積極的に追わない守備範囲の狭い選手は失策数が増えない可能性もある。
日本の高校野球では両軍が全く失策を記録しなかった、無失策試合も記録として残される（プロ野球では当たり前に発生するため記録には残されない）。

## 失策が記録される主な例
- 野手が、普通の守備行為を行えばアウトとなるはずの打者または走者を、技術的なミスを犯したためにアウトにできなかったか、または走者（打者走者含む）に余分な進塁を許した場合。
  - 打球や送球を落としたり、はじいたりした場合。ただし打球の勢いが強くて捕球できなかったと記録員が判断すれば安打が記録される。
  - 送球先の野手が捕球できないコースにボールを投げた（悪送球）場合。
  - ボールを握り損ねたりして正確な送球ができなかった場合。ただし通常のプレイでもアウトを取れないタイミングと記録員が判断すれば、失策は記録されない。
  - ゴロを取る事が出来ずに、ボールが股の下をくぐってしまったり（トンネル）、捕球可能なボールを後ろにそらしたり（後逸）して進塁を許した場合。
  - 容易に捕球できるはずのファウルフライ（強風でファウル地域上空に流されたインフィールドフライを含む）を落球した場合。ただし捕球不可能と記録員が判断した、あるいは犠牲フライを防ぐために故意に捕球しなかったのであれば失策は記録されない。なお、この場合の失策はNPBでは完全試合に影響しない。MLBでも同様（ただし、1990年までは完全試合とは認められなかった）。
  - インフィールドフライを直接捕球しなかったことで走者の進塁を許した場合。
  - 塁や走者に触れ損ねて、アウトにできるはずの走者を生かしてしまった場合。
- 野手が打者を打撃妨害した場合。ただし、プレーが打撃妨害とは関係なくなった場合は、妨害したという理由では失策を記録しない。（詳細は当該項を参照）
- 野手が走者を走塁妨害した場合。ただし、走塁を妨害された走者に対して直接プレーが行われておらず、かつその走者が妨害されなければ到達できたと審判員が判断した塁にその走者が実際に到達した場合は、野手が妨害したという理由では失策を記録しない。
  - 例えば、打者が外野手の頭上を越える打球を打ったが、一塁を回った際に一塁手と接触して転倒し、再び走り出したが三塁の手前で触球されアウトになったとする。このとき審判員が、妨害がなければ打者走者は三塁に生きることができたと判断すれば一塁手に失策を記録するが、妨害がなくとも二塁までであったと判断したならば一塁手に失策を記録しない。（公認野球規則6.01h(2)）

## 失策が記録されない主な例
- 飛球を捕球する際に2人以上の野手が譲り合い、誰も直接捕球できなかった場合。（いわゆる「お見合い」、最後に触れた野手への安打が記録される。）
- フェアの打球が地面でイレギュラーバウンドし、野手が普通の守備では処理するのが困難だった場合。
- 太陽光や照明が視界に入り打球を見失って、野手が打球を捕球できなかった場合。
- 盗塁時の捕手からの送球が逸れてしまい、カバーに入った野手が捕球できなかった場合（盗塁が記録される）。ただし、悪送球を利して走者がさらに進塁した場合は、盗塁に加えて失策も記録される。
- 野手が飛球を落球したが、ただちにボールを拾って送球し、いずれかの走者をフォースアウトにした場合。
- 野手が併殺もしくは三重殺を企てた際、その最後のアウトをとろうとした送球が悪送球となった場合。ただし、そのことでいずれかの走者が余分な塁に進んだときは失策が記録される。
  - 最後のアウトをとろうとした送球は好送球だったが受ける側の野手が捕球し損ねた場合は、受ける側の野手に失策を記録する。
- 投手が一塁ベースカバーに入らないで打者走者を生かした場合[3]。

## 失策の判断が難しい例
- 捕手による二塁走者の牽制のための送球を二塁手・遊撃手がともに捕球せず送球がいずれかの方向に転がってしまった場合（記録上は捕手の失策）。

## 自責点への影響
野手（投手自身を含む）の失策によりアウトを免れた走者が得点した場合、投手に失点を記録するが自責点は記録しない。
また、アウトの機会（実際のアウトの数と、失策により取り逃したアウトの数とを合計したもの）が3に達している状況、言い換えると無失策の守備ならば既に守備側チームが3つのアウトを取れていたという状況において発生した得点についても、投手に失点のみを記録して自責点を記録しない。
イニングの途中で投手が交代したときは、後任投手については上記「アウトの機会」は実際のアウトの数からの数え直しとなる（チーム自体および前任投手のアウトの機会については変更なし）。従って、失点がチームの自責点にはならないが後任投手の自責点にはなるという例も発生しうるため、チームの自責点と、チームの投手全員の自責点の合計とが異なる値になる場合もある。
詳細は当該項を参照のこと。

## 失策に関する記録

### 通算守備位置別最多記録
| ポジション | 選手     | 失策数 |
| ---------- | -------- | ------ |
| 一塁手通算 | 王貞治   | 165    |
| 二塁手通算 | 高木守道 | 284    |
| 遊撃手通算 | 白石勝巳 | 636    |
| 三塁手通算 | 小玉明利 | 301    |
| 外野手通算 | 大下弘   | 79     |
| 捕手通算   | 野村克也 | 271    |
| 投手通算   | 別所毅彦 | 53     |
| 投手通算   | 東尾修   | 53     |

- 通算最多：白石勝巳の646（遊撃手で636、一塁手で10）
- シーズン最多：柳鶴震（東京セネタース）が1940年に記録した75[4]。
- 1試合最多：木塚忠助（南海ホークス）の6（1949年9月29日、対大陽ロビンス、西宮球場） - 遊撃手で3、三塁手で3
- 1イニング最多：本堂保次（大阪タイガース）の4（1949年9月29日、対阪急ブレーブス、木塚が6失策を記録した試合の後、同じ西宮球場で行われた変則ダブルヘッダー第2試合）

### メジャーリーグ記録
| ポジション | 選手                 | 失策数 |
| ---------- | -------------------- | ------ |
| 一塁手通算 | キャップ・アンソン   | 568    |
| 二塁手通算 | フレッド・フェファー | 857    |
| 遊撃手通算 | ハーマン・ロング     | 1070   |
| 三塁手通算 | ジェリー・デニー     | 533    |
| 外野手通算 | トム・ブラウン       | 490    |
| 捕手通算   | アイビー・ウィンゴ   | 234    |
| 投手通算   | ヒッポ・ボーン       | 64     |

- 通算最多：1889年から1904年までプレーしたハーマン・ロングの1096が最多（遊撃手で1070、二塁手で22、外野手で4）。歴代上位24位までが1900年以前にプレー経験がある選手である。[5]20世紀以降の記録ではラビット・モランビルの711が最多。
- シーズン最多：ハーマン・ロング（英語版）（1889年）とビリー・シンドル（英語版）（1890年）の122[6]